# Mistakes (Jonas Blue e Paloma Faith)
Mistakes è un singolo del DJ e produttore britannico Jonas Blue e della cantante britannica Paloma Faith, pubblicato il 28 febbraio 2020.

## Video musicale
Il videoclip ufficiale della canzone è stato pubblicato il 16 marzo 2020.

## Il contesto
Parlando della canzone, Jonas Blue ha detto: "Mistakes è una canzone speciale per me, volevo lavorare con Paloma da molto tempo e questa canzone ha unito i puntini per farci collaborare in modo perfetto. Sono felice di essere riuscita a inserire anche alcune influenze della mia formazione UK house e garage". Paloma Faith ha dichiarato: "Sono davvero entusiasta di 'Mistakes'. Sono una grande fan di MNEK, che ha co-scritto la canzone, e anche della potenza dance di Jonas. Non posso fare a meno di muovermi al ritmo di questo brano. È una bomba!".